# عمر دي فيليب
عمر دي فيليب (بالإسبانية: Omar De Felippe)‏ (3 أبريل 1962 في الأرجنتين - ) هو مدرب كرة قدم ولاعب كرة قدم أرجنتيني في مركز الدفاع. لعب مع نادي إيميلك.

## وصلات خارجية
- عمر دي فيليب على موقع قاعدة بيانات كرة القدم.إي يو (الإنجليزية)
- عمر دي فيليب على موقع عالم كرة القدم.نت (الإنجليزية)